# Айсина, Екатерина Анатольевна
Екатерина Анатольевна Лисовая (Айсина) (род. 23 декабря 1976, Ленинград, СССР) — российская актриса театра и кино, театральный педагог.

## Биография
Родилась 23 декабря 1976 года в Ленинграде. Выпускница Театра юношеского творчества (ТЮТ) 1989 года. В 1999 окончила Санкт-Петербургскую государственную академию театрального искусства, курс А. Н. Куницына и Г. А. Барышевой.
Служила во МХАТе им. М. Горького (1999—2007) и в Московском драматическом театре им. Н. В. Гоголя (2007—2013). С апреля 2013 года — актриса Русского духовного театра «Глас».
Педагог по сценической речи театрального факультета ИГУМО.
Замужем за актёром МХАТ им. М. Горького Андреем Айсиным.

## Награды
Лауреат Всероссийского студенческого конкурса чтецов имени В. Н. Яхонтова и V Артиады России за творческие достижения и художественную пропаганду литературного наследия А. С. Пушкина (1999).

## Творчество

### Театральные работы

#### Московский Художественный академический театр имени М. Горького
- «Прощание с Матёрой» по повести В. Распутина (реж. А. Борисов) — Сима
- «На дне» М. Горького (реж. В. Белякович) — Квашня
- «В день свадьбы» В. С. Розова (реж. В. Усков) — Нюра Салова
- «Синяя птица» М. Метерлинка (реж. К. Градополов) — Душа Воды, Душа Молока

#### Московский драматический театр им. Н. В. Гоголя
- «По щучьему велению» Е. Я. Тараховской (реж. В. Сорокин) — Мамка
- «Женщин похищать опасно» Луи Вернейля[фр.] (реж. А. Говорухо) — Валентина
- 2008 «Портрет» по произведениям Н. В. Гоголя (реж. А. Левицкий) — мадам Губомазова, Квартирная хозяйка
- 2009 «Ночь перед Рождеством» Н. В. Гоголя (реж. С. Яшин)
- 2011 «Дураки на периферии» А. П. Платонова (реж. С. Яшин) — Алёна Фирсовна Ащеулова[2]
- 2012 «Остров (Калека с острова Инишмаан)» М. МакДонаха (реж. С. Яшин)
- 2012 «Мистраль» О. А. Кучкиной (реж. С. Яшин) — мадам Жину

#### Русский духовный театр «Глас»
- 2013 «Ванька, не зевай!» по мотивам произведений В. М. Шукшина (реж. Н. Астахов)
- 2013 «Это сам Христос-малютка» (реж. Н. Астахов)
- 2013 «Чёрная книга» Г. Русского (реж. Н. Астахов, К. Белевич)
- 2013 «Живы будем, не помрём!» по мотивам произведений В. М. Шукшина (реж. Н. Астахов)
- 2013 «Женитьба Бальзаминова» А. Н. Островского (реж. К. Белевич)
- 2013 «Сказочный мир Корнея Чуковского» по произведениям К. Чуковского (реж. Н. Астахов, К. Белевич)

#### Московский музыкальный театр «Амадей»
- 2002 «Анна Снегина», фантазия-воспоминание по поэме С. Есенина и произведениям Г. Свиридова, С. Рахманинова и А. Вертинского (реж. О. Митрофанов) — Анна Снегина, Помещица Снегина, Жена Мельника[3][4]
- 2008 «История солдата» И. Стравинского (реж. О. Митрофанов) — Чёрт[5]

#### Театр «Галактика»
- 2008 «Капитанская дочка» по повести А. С. Пушкина (режиссёры С. Яшин, В. Сорокин) — Авдотья Васильевна Гринёва, Палашка[6]

### Постановки спектаклей
- 2005 «Ромео и Джульетта» У. Шекспира (Театр-студия «Новый факультет») — Кормилица

### Фильмография
- 2010 — «Интерны» (телесериал), реж. Радда Новикова — Маргарита Григорьевна, няня
- 2012 — «Шаповалов» (телесериал), реж. Илья Максимов
- 2014 — «Физрук» (телесериал), реж. Ф. Стуков, С. Сенцов — Вера Ивановна
- 2016 — «Второе зрение» (телесериал), реж. Кирилл Белевич — «тётя Тома», эксперт-криминалист
- 2021 — «Чикатило» — секретарь
- 2022 — «Триггер-2» — Валентина, сиделка
- 2022 — «Начальник разведки» — женщина в коммуналке